# Giovan Francesco Negroni
Giovan Francesco Negroni (Génova, 3 de octubre de 1629-Roma, 1 de enero de 1713) fue un cardenal italiano.

## Biografía
Fue hijo de Giambattista (o Giovanni Battista Negroni), senador de la República de Génova y su esposa, Placida Gentile.
Se graduó en derecho en la Universidad de Perugia. En 1658 comenzó su carrera eclesiástica siendo nombrado gobernador de la ciudad de Terni, parte de los Estados Pontificios. A este nombramiento seguirían otros como: vicelegado de Tomaña (1661) o gobernador de las ciudades de Jesi (1663), Orvieto (1664), Spoleto (1665), de la Campaña (1666) o Perugia (1668). Hacia esta época se había convertido en patrono de la capilla de San Francisco Javier en la iglesia del Gesú en Roma, iglesia matriz de la Compañía de Jesús. Como patrón de esta capilla tendría algunas tensiones con el prepósito general de los jesuitas, Gian Paolo Oliva, para imponer su propio criterio artístico en la decoración de esta capilla. Por ejemplo, impuso como pintor de la bóveda de la misma al genovés Andrea Carlone frente a Giovanni Battista Gaulli il Baccicio, quién se encargaba de la decoración general de las bóvedas del templo jesuítico.
Hacia 1674 es nombrado para formar parte de diversas congregaciones de prelados. A finales de la década (1679) es nombrado prefecto de la provincia de Ancona. En septiembre de 1681 será nombrado por Inocencio XI, tesorero general de la Cámara Apostólica. Su labor en este cargo se ha considerado como continuadora de la línea marcada por el citado pontífice, tendente al ahorro y el control del gasto.

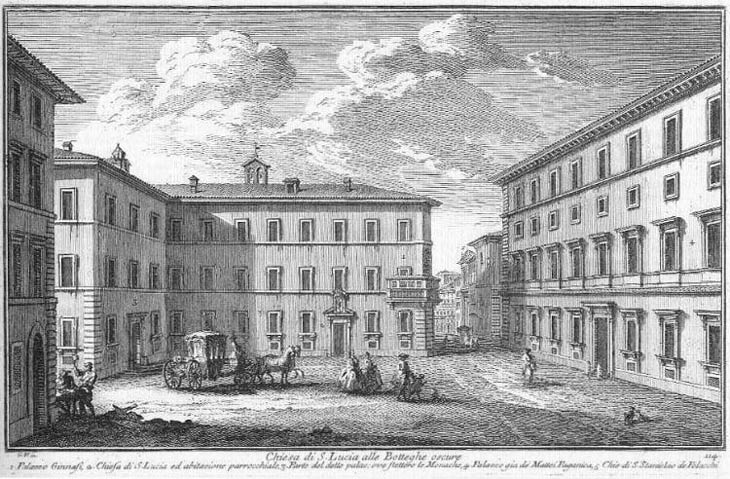
Vista del palazzo propiedad del cardenal a la derecha de este grabado de la plaza de Santa Lucía en Roma, por Giuseppe Vasi.

En 1682 adquirió el actual palacio Caetani (entonces Maffei) para servir como su residencia habitual en Roma. En 1686 será nombrado cardenal también por Inocencio XI, abandonando el cargo de tesorero general de la Cámara Apostólica. Entre 1687 y 1691 fue legado apostólico de Bolonia. 
Formó parte de los cardenales conocidos como zelanti, teniendo un gran papel en la cohesión de la facción alrededor de un manifiesto político redacto por Negroni a principios del siglo XVIII. Este grupo se opuso al papel de Clemente XI durante la Guerra de sucesión española.
Murió el 1 de enero de 1713, siendo enterrado en la capilla de San Francisco Javier en el Gesú de Roma.

### Individuales
1. ↑  «Gianfrancesco Cardinal Negroni [Catholic-Hierarchy]». Catholic Hierarchy. Consultado el 19 de agosto de 2022.
2. ↑  Brancatelli, Stefano (2012). «Dallo squadrone volante alla fazione zelante. Continuità e discontinuità nel collegio cardinalizio della seconda metà del XVII secolo». Archivum Historiae Pontificiae 50: 13-40. ISSN 0066-6785. Consultado el 19 de agosto de 2022.